# Pembroke (półwysep)
Pembroke – półwysep w Wielkiej Brytanii, w południowej Walii, pomiędzy Zatoką Cardigan na północy a Kanałem Bristolskim oraz Zatoką Carmarthen na południu.
Na wybrzeżu tego wyżynnego półwyspu o urozmaiconej linii brzegowej znajduje się Park Narodowy Pembrokeshire Coast.
Brytyjska topografia nie wyróżnia Pembroke jako osobnego półwyspu.